# Kim Sterelny
Kim Sterelny (nacido en 1950) es un filósofo australiano y profesor de filosofía en la Escuela de Investigación de Ciencias Sociales en la Universidad Nacional de Australia y la Universidad de Victoria de Wellington. Es el ganador de varios premios internacionales de filosofía de la ciencia, y editor de Biología y la Filosofía. Es también miembro de la Academia Australiana de las Humanidades.

## Obras
Su principal área de investigación es la filosofía de la biología. Indica que "el desarrollo de la biología evolutiva desde 1858 es uno de los grandes logros intelectuales de la ciencia." Sterelny también ha escrito extensamente acerca de la filosofía de la psicología. Es el autor de muchos artículos importantes en estas áreas, incluyendo trabajos en la selección de grupo, la teoría del meme y de la evolución cultural como "El Retorno de los Genes" (con Philip Kitcher), "Memes Revisited" y "La Evolución y la capacidad de evolución de la Cultura."
Junto con su antiguo alumno Paul Griffiths, en 1999, Sterelny publicó Sex and Death, un tratamiento integral de problemas y posiciones alternativas en la filosofía de la biología. Este libro incorporó una serie de posiciones desarrolladas en artículos anteriores sobre el rango de temas en la filosofía de la biología. En ciertos puntos, Sterelny y su coautor diferían (por ejemplo, en el tratamiento darwiniano de las emociones y en las perspectivas de la teoría de sistemas de desarrollo).
En 2004, el libro de Sterelny Pensamiento en un mundo hostil: La evolución de la cognición humana recibió el Premio Lakatos por su distinguida contribución a la filosofía de la ciencia. Este libro proporciona una explicación darwiniana de la naturaleza y la evolución de las capacidades cognitivas humanas, y es una alternativa importante a los relatos nativistas familiares de la psicología evolutiva. Al combinar una explicación de la plasticidad neuronal, la selección de grupos y la construcción de nichos, Sterelny muestra la cantidad de datos de los que dependen las cuentas nativistas sin atribuir una gran cantidad de módulos genéticamente cableados a la mente / cerebro. En 2008 Sterelny fue galardonado con el Premio Jean-Nicod. Sus conferencias se publicaron bajo el título, The Evolved Apprentice. Estas conferencias se basan en el enfoque darwiniano no nativista del Pensamiento en un mundo hostil, al tiempo que proporcionan una discusión de una gran cantidad de trabajos recientes de otros filósofos, antropólogos y ecólogos biológicos, teóricos de coevolución de la cultura génica y teóricos del juego evolutivo.

## Libros
- Language and Reality (1987 – con Michael Devitt). MIT Press: ISBN 0-262-54099-10-262-54099-1; ISBN 978-0-262-54099-5978-0-262-54099-5; ISBN 0-262-04173-10-262-04173-1; Blackwell Publishing ISBN 0-631-19689-70-631-19689-7; ISBN 978-0-631-19689-1978-0-631-19689-1;
- The Representational Theory of Mind (1990) ISBN 0-631-16498-70-631-16498-7; ISBN 978-0-631-16498-2978-0-631-16498-2; ISBN 978-0-631-16498-2978-0-631-16498-2
- Sex and Death (1999 – con Paul E. Griffiths). ISBN 978-0-226-77303-2978-0-226-77303-2
- The Evolution of Agency and Other Essays (2001). ISBN 978-0-521-64231-6978-0-521-64231-6
- Dawkins vs. Gould (2001). New, revised edition 2003, Icon Books ISBN 97818404647199781840464719.
- Thought in a Hostile World: The evolution of human cognition (2003) ISBN 0-631-18887-80-631-18887-8; ISBN 978-0-631-18887-2978-0-631-18887-2; ISBN 978-0-631-18887-2978-0-631-18887-2
- What is Biodiversity (2008 – con James Maclaurin). ISBN 978-0-226-50081-2978-0-226-50081-2
- The Major Transitions in Evolution Revisited (2011 – ed., con Brett Calcott). MIT Press, ISBN 978-0-262-01524-0978-0-262-01524-0
- The Evolved Apprentice (2012). MIT Press, ISBN 978-0-262-01679-7978-0-262-01679-7
- Cooperation and its Evolution (2013 – ed., con Richard Joyce, Brett Calcott y Ben Fraser). MIT Press, ISBN 978-0-262-01853-1978-0-262-01853-1